# 御茶ノ水女子大学附属中学校
もしかして
- お茶の水女子大学附属中学校

ではありませんか？